# Liste des maires de Carquefou
La liste des maires de Carquefou présente la liste des maires de la commune française de Carquefou, située dans le département de la Loire-Atlantique en région Pays de la Loire.

## L'hôtel de ville

L'Hôtel de ville en 2011.

## Liste des maires

### Entre 1790 et 1944
| Période                                     | Période                                     | Identité                                                     | Étiquette        | Qualité |
| ------------------------------------------- | ------------------------------------------- | ------------------------------------------------------------ | ---------------- | --- |
| 1790                                        | 9 décembre 1792                             | Joseph Marchis de La Chambre                                 |                  | |
| 9 décembre 1792                             | 26 janvier 1794 (7 pluviôse an II)          | Mathurin Moreau                                              |                  | |
| 26 janvier 1794 (7 pluviôse an II)          | 1er mai 1796 (12 floréal an IV)             | Noël Marchis                                                 |                  | |
| 1er mai 1796 (12 floréal an IV)             | 23 août 1796 (6 fructidor an IV)            | Pierre Clouet                                                |                  | |
| an IV                                       | an IV                                       | Joseph Biraud, Pierre Ganuchaud                              |                  | |
| an V                                        | an V                                        | Jean Poupelard                                               |                  | |
| an VI                                       | 23 septembre 1799 (1er vendémiaire an VIII) | Léonard Marinier, Julien Loyen, Pierre Clouet, Joseph Biraud |                  | |
| 23 septembre 1799 (1er vendémiaire an VIII) | 8 janvier 1812                              | Jean Thomas Peylet du Bois de Saint-Lys                      |                  | |
| 8 janvier 1812                              | 25 octobre 1830                             | Jean Baptiste de Soussay de La Guichardière                  |                  | |
| 25 octobre 1830                             | 18 août 1833                                | Félix Cossin                                                 |                  | Propriétaire terrien, capitaine de la Garde mobile de Nantes                                                             |
| 18 août 1833                                | 16 août 1838                                | Pierre Ganuchaud                                             |                  | |
| 16 août 1838                                | 9 avril 1848                                | Alfred Guimberteau de la Maloliere                           |                  | |
| 9 avril 1848                                | 15 octobre 1848                             | Félix Cossin                                                 |                  | Propriétaire terrien |
| 15 octobre 1848                             | 9 mai 1852                                  | Elzéar Bouvais de La Fleuriais                               |                  | Conseiller général de Carquefou (1848 → 1852)                                                                            |
| 9 mai 1852                                  | 3 octobre 1852                              | Jean Loyen                                                   |                  | |
| 3 octobre 1852                              | 25 janvier 1864                             | Pierre Ganuchaud                                             |                  | |
| 25 janvier 1864                             | 25 octobre 1865                             | Elzéar Bouvais de la Fleuriais                               |                  | |
| 25 octobre 1865                             | 19 mai 1878                                 | Louis Avrouin-Foulon de l'Épinay (1827-1894)                 |                  | |
| 19 mai 1878                                 | 26 mars 1881                                | Albert Guillaume de Dion                                     |                  | Marquis de Dion |
| 26 mars 1881                                | 29 avril 1882                               | Émile Hardouin                                               |                  | Conseiller d'arrondissement                                                                                              |
| 29 avril 1882                               | 6 août 1899                                 | Gaspard Albert Boucher d'Argis (1822-1899)                   | Droite Royaliste | Propriétaire Conseiller général de Carquefou (1864 → 1899) Décédé en fonction                                            |
| 6 août 1899                                 | 23 septembre 1928                           | André de Cassin de Kainlis (1862-1928)                       | Droite           | Ancien lieutenant de dragons Conseiller d'arrondissement (1901 → 1928) Baron de Kainlis de Seilleraye Décédé en fonction |
| 23 septembre 1928                           | 14 septembre 1941                           | Arthur Écomard                                               | Union nationale  | Notaire Conseiller d'arrondissement (1934 → 1940)                                                                        |
| 14 septembre 1941                           | 24 octobre 1943                             | Albert de Montbeillard                                       |                  | |
| 24 octobre 1943                             | 8 octobre 1944                              | Fernand Aubert                                               |                  | |
| 8 octobre 1944                              | 5 novembre 1944                             | Joseph de Goué                                               |                  | Marquis de Goué |
| Les données manquantes sont à compléter.    |                                             |                                                              |                  | |

### Depuis 1944
| Période         | Période      | Identité                                   | Étiquette            | Qualité |
| --------------- | ------------ | ------------------------------------------ | -------------------- | --- |
| 5 novembre 1944 | 3 mai 1953   | Albert Guéneau de Montbeillard (1892-1977) | PRL                  | Ancien chef d'escadron de cavalerie Conseiller général de Carquefou (1945 → 1949) |
| 3 mai 1953      | 19 mars 1971 | Louis Fouchard                             | DVD                  | Viticulteur Conseiller général de Carquefou (1955 → 1973) |
| 19 mars 1971    | 18 mars 1983 | Pierre Stalder (1924-2002)                 | DVD puis UDF-CDS     | Chef d'études SNCF Conseiller général de Carquefou (1973 → 1985) |
| 18 mars 1983    | 24 mars 1989 | Francis Sergent, (1923-2020)               | DVD                  | Ingénieur retraité Adjoint au maire (1977 → 1983) |
| 24 mars 1989    | 19 mai 2003  | Gisèle Gautier                             | UDF puis UMP         | Directrice commerciale Sénatrice de la Loire-Atlantique (2001 → 2011) Conseillère régionale des Pays de la Loire (1992 → 2003) Vice-présidente du conseil régional (1992 → 2001) Vice-présidente de la CU Nantes Métropole (2002 → 2003) Démissionnaire pour raisons de santé |
| 19 mai 2003     | 5 avril 2014 | Claude Guillet                             | UDF puis NC puis UDI | Chef d'entreprise retraité Adjoint au maire chargé de l'économie (1995 → 2003) |
| 5 avril 2014    | En cours     | Véronique Dubettier-Grenier                | DVD                  | Mère au foyer Première adjointe au maire (2008 → 2014) Conseillère départementale de Carquefou (2015 → ) Réélue pour le mandat 2020-2026 |

## Conseil municipal actuel
Les 33 sièges composant le conseil municipal ont été pourvus le 15 mars 2020 lors du premier tour de scrutin. Actuellement, il est réparti comme suit :